# Darius Danusevičius
Darius Danusevičius (* 13. März 1968 in Jonava) ist ein litauischer Forstwissenschaftler, Professor und Forstgenetiker.

## Leben
Danusevičius wohnte  bis 1971 mit seiner Familie in der Siedlung des Forstwirtschaftsbetriebs Jonava, da sein Vater damals als Forstdirektor von Jonava arbeitete. 1993 absolvierte Darius das Diplomstudium an der Fakultät für Waldwirtschaft der Lietuvos žemės ūkio akademija und 1999 promovierte zum Doctor of Forestry (PhD)  an der Schwedischen Universität für Agrarwissenschaften. Von 1999 bis 2010 arbeitete er am Forstinstitut Litauens in Girionys. Von 2008 bis 2010 war Danusevičius stellvertretender Direktor dieses Forschungsinstituts. Ab 2001 lehrte er an der Lietuvos žemės ūkio universitetas, ab 2006 als Dozent. Seit 2010 lehrt Danusevičius als Professor am Institut für Forstbiologie und Forstwissenschaft der Fakultät für Wälder und Ökologie der Aleksandras-Stulginskis-Universität.
Seit 2014 ist er Mitglied der Lietuvos mokslų akademija.

## Familie
Sein Vater ist Julius Danusevičius (* 1931), ebenfalls Forstgenetiker.
Darius Danusevičius ist verheiratet mit Lina Danusevičienė.